# Raphaël Personnaz
Pour les articles homonymes, voir Personnaz.
 (février 2019).
Si vous disposez d'ouvrages ou d'articles de référence ou si vous connaissez des sites web de qualité traitant du thème abordé ici, merci de compléter l'article en donnant les références utiles à sa vérifiabilité et en les liant à la section « Notes et références ».
Raphaël Personnaz /rafaɛl pɛʁsona/ est un acteur français, né le 23 juillet 1981 à Pau.

## Biographie
Raphaël Personnaz est né le 23 juillet 1981, il est le fils d'Henry Personnaz, décorateur/designer et d'Anne Personnaz, traductrice (notamment du poète grec Yánnis Rítsos),.
Il s'est formé au conservatoire du XXe arrondissement de Paris[réf. nécessaire].

## Carrière

### Débuts
Il commence progressivement à jouer au cinéma dans des films plus indépendants dont certains seront des succès critiques et publics : À la petite semaine (2003), La Première Fois que j'ai eu 20 ans (2004) ou encore La Faute à Fidel ! de Julie Gavras (2006). Il apparaît dans une publicité pour la marque de jeans Levi's avec Léa Seydoux en 2007.

### Révélation

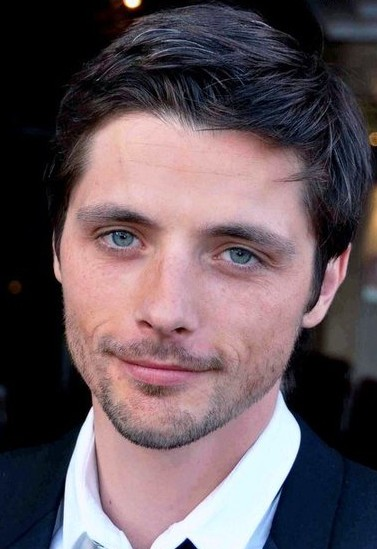
Raphaël Personnaz au festival de Cannes 2010.

C'est d'ailleurs 2010 qui sera l'année charnière de sa carrière, pour son rôle dans La Princesse de Montpensier de Bertrand Tavernier, présenté en compétition au Festival de Cannes. Le film, salué pour la qualité de la réalisation, reconnue, de Tavernier, et dans lequel sont mis en avant de nouveaux talents, a profité à Raphaël Personnaz ; en effet, sa prestation du duc d'Anjou sera unanimement saluée par l'ensemble des critiques qui voient en lui la véritable révélation du film. Pour ce rôle, il obtient le Swann d'Or de la révélation masculine au Festival du film de Cabourg en 2011, ainsi qu'une nomination au César du meilleur espoir masculin lors de la 36e cérémonie des Césars.
Début 2011 il est également à l'affiche de la comédie à succès La Chance de ma vie et il partage l'affiche de Forces spéciales aux côtés de Diane Kruger et Benoît Magimel.
En décembre 2012, il interprète le rôle d'Al dans le film dramatique Trois mondes, aux côtés de Clotilde Hesme et Arta Dobroshi, un film réalisé par Catherine Corsini, présenté à Un certain regard du Festival de Cannes 2012.
En janvier 2013 il joue le rôle de Thomas Platz dans la comédie La Stratégie de la poussette, aux côtés de Charlotte Le Bon, et réalisé par Clément Michel.
En 2013, aux côtés de Daniel Auteuil et Jean-Pierre Darroussin, il incarne Marius, dans les deux premiers volets de la trilogie de Pagnol, Marius et Fanny signés par Daniel Auteuil.
Puis il est à l'affiche du nouveau Bertrand Tavernier, Quai d'Orsay, adapté de la bande dessinée homonyme de Christophe Blain et Abel Lanzac. Raphaël Personnaz interprète un jeune diplômé, Arthur Vlaminck, appelé à travailler au service du ministre des Affaires étrangères, Alexandre Taillard de Worms (Thierry Lhermitte). Le film est présenté en compétition pour la Coquille d'or du Festival international du film de Saint-Sébastien 2013 et il est également nommé aux Césars 2014 et récompensé par la statuette du meilleur acteur second rôle, grâce à l'interprétation de Niels Arestrup (Claude Maupas), le directeur de cabinet.
En janvier 2014, il reçoit le prix Lumières 2014 du meilleur espoir masculin pour son rôle d'Arthur Vlaminck dans Quai d'Orsay et de Marius dans Marius.

### Confirmation
Cette même année, Raphaël Personnaz est à l'affiche de trois films : Une nouvelle amie de François Ozon, tourné au Canada aux côtés d'Anaïs Demoustier et Romain Duris. Le film est présenté au 39e Festival international du film de Toronto et au 62e Festival de Saint-Sébastien. Ensuite, on le retrouve dans Le Temps des aveux de Régis Wargnier. Le film, entièrement tourné au Cambodge, est une adaptation du roman autobiographique de l'ethnologue français François Bizot, Le Portail. 
Enfin, Raphaël Personnaz est à l'affiche de L'Affaire SK1, premier film de Frédéric Tellier, récompensé par le prix Jacques-Deray du film policier français 2015. Il tient le rôle de Franck Magne, l'inspecteur qui a traqué, pendant plus de dix ans, Guy Georges, le tueur de l’Est parisien.
Il revient sur les planches au Théâtre Hébertot en 2014, avec Les cartes du pouvoir de Beau Willimon, auteur de House of Cards, mise en scène de Ladislas Chollat.
Début 2015, il part tourner en Sibérie durant trois mois, au bord du lac Baïkal, l'adaptation du roman de Sylvain Tesson Dans les forêts de Sibérie, sous la direction de Safy Nebbou. Le film sort en salle le 15 juin 2016 et remporte un grand succès auprès du public et de la critique. La 21e édition de la Forêt des Livres lui remet, en août 2016, le prix de l'acteur littéraire pour son rôle dans Dans les forets de Sibérie.
De février à mai 2017, Raphaël Personnaz est de retour sur les planches, au Théâtre de l'Œuvre, aux côtés de Laëtitia Casta, dans la pièce Scènes de la vie conjugale, adaptée de l'œuvre d'Ingmar Bergman, dans une mise en scène de Safy Nebbou. La pièce sera reprise en tournée de décembre 2017 à février 2018.
En novembre-décembre 2017, Raphaël Personnaz remonte sur les planches au théâtre du Rond-Point avec l’adaptation théâtrale de Vous n'aurez pas ma haine (mise en scène par Benjamin Guillard) issu du témoignage émouvant du journaliste Antoine Leiris après le décès de sa femme Hélène dans les attentats du Bataclan du 13 novembre 2015.
Après le Rond-Point, le spectacle sera repris au théâtre de l'Œuvre, en mars et avril 2018.
Pour sa remarquable interprétation dans Vous n'aurez pas ma haine, il reçoit en mai 2018, le Molière du Seul en Scène.
D'octobre 2018 à février 2019, il est en tournée dans toute la France, en Suisse et en Belgique avec Vous n'aurez pas ma haine (mise en scène par Benjamin Guillard).
Durant cette année 2018, côté cinéma, il tourne sous la direction de Ralph Fiennes dans le film Noureev (The White Crow).
Puis 2019, aux côtés de Nicolas Duvauchelle, il joue dans Persona non grata de/avec Roschdy Zem.
En mars 2020, il devient le directeur de la danse de l'Opéra de Paris de la série OCS Originals : L'Opéra (saisons 1 et 2).
En 2022, le film Nos frangins de Rachid Bouchareb avec Reda Kateb est présenté au Festival de Cannes à Cannes Premiere. La même année sort le premier film d'Olivier Treiner Le tourbillon de la vie.
En 2023, il tourne le film Boléro d'Anne Fontaine, où il interprète le rôle du compositeur Maurice Ravel aux côtés de Doria Tillier, Jeanne Balibar, Emmanuelle Devos et Vincent Perez.

### Participation aux festivals
Début 2011, Raphaël Personnaz est membre du jury des courts métrages au Festival international du film fantastique de Gérardmer 2011.
Du 16 au 20 janvier 2013, il est membre du jury du 16e Festival international du film de comédie de l'Alpe d'Huez, présidé par Florence Foresti.
Durant l'été 2015, il est membre du jury du 29e Festival du film de Cabourg, présidé par Juliette Binoche.
À l'automne 2015 il est membre du jury des longs métrages (présidé par Olivier Gourmet) au Festival international du film francophone de Namur.
Fin août 2018, il fait partie du jury 11e Festival du film francophone d'Angoulême.
En septembre 2019, il fait partie du jury de Sandrine Bonnaire lors du 30e Festival du film britannique de Dinard.
Puis en octobre 2019, il est le Président du 14e Festival du Film du Croisic.
Lors du Festival de Cannes 2023, il est membre du jury de la Caméra d'or présidé par Anaïs Demoustier, actrice qui a été sa partenaire dans les films Quai d'Orsay et Une nouvelle amie.

## Filmographie

### Cinéma

#### Longs métrages
- 2001 : Le Roman de Lulu de Pierre-Olivier Scotto : Christophe
- 2001 : Malraux, tu m'étonnes ! de Michèle Rosier : Alain Malraux
- 2001 : Le Pornographe de Bertrand Bonello
- 2002 : Mille Millièmes, fantaisie immobilière de Rémi Waterhouse : Denis
- 2003 : À la petite semaine de Sam Karmann : Jean-Hugues/Tony
- 2004 : La Première Fois que j'ai eu 20 ans de Lorraine Lévy : Louis
- 2005 : Travaux de Brigitte Roüan : pompier no 1
- 2005 : Il ne faut jurer de rien ! d'Éric Civanyan : Jean-Guillaume
- 2006 : La Traductrice d'Elena Hazanov : Vincent
- 2006 : La Faute à Fidel ! de Julie Gavras : Mathieu, le marié
- 2009 : Rose et Noir de Gérard Jugnot : Obamo
- 2010 : Les Invités de mon père d'Anne Le Ny : Carter (le médecin du dispensaire)
- 2010 : La Princesse de Montpensier de Bertrand Tavernier : le duc d'Anjou (futur Henri III)
- 2010 : La Chance de ma vie de Nicolas Cuche : Martin
- 2011 : Forces spéciales de Stéphane Rybojad : Elias
- 2012 : Trois Mondes de Catherine Corsini : Al
- 2012 : After de Géraldine Maillet : Guillaume
- 2012 : La Stratégie de la poussette de Clément Michel : Thomas Platz
- 2012 : Anna Karénine de Joe Wright : Alexandre Vronsky (frère d'Alexis)
- 2013 : Au bonheur des ogres de Nicolas Bary : Benjamin Malaussène
- 2013 : Quai d'Orsay de Bertrand Tavernier : Arthur Vlaminck
- 2013 : Marius de Daniel Auteuil : Marius
- 2013 : Fanny de Daniel Auteuil : Marius
- 2014 : Une nouvelle amie de François Ozon : Gilles
- 2014 : L'Affaire SK1 de Frédéric Tellier : Franck Magne, dit Charlie
- 2014 : Le Temps des aveux de Régis Wargnier : François Bizot
- 2016 : Dans les forêts de Sibérie de Safy Nebbou : Teddy
- 2018 : Noureev (The White Crow) de Ralph Fiennes : Pierre Lacotte
- 2018 : Nicky Larson et le Parfum de Cupidon de Philippe Lacheau : Tony Marconi
- 2019 : Persona non grata de Roschdy Zem : Maxime Charasse
- 2022 : Le Tourbillon de la vie d'Olivier Treiner : Paul
- 2022 : Nos frangins de Rachid Bouchareb : Commissaire Daniel Mattei
- 2024 : Boléro d'Anne Fontaine : Maurice Ravel
- 2025 : La Femme la plus riche du monde de Thierry Klifa : Jérôme Bonjean

#### Courts métrages
- 2004 : Les Couilles de mon chat de Didier Bénureau : Jessie
- 2006 : À cause d'elles de Lolita Chammah
- 2008 : Et si tu disparaissais... de Florian Desmoulins : Marc
- 2009 : Les Incroyables aventures de Fusion Man de Xavier Gens : Dan/Fusion Man

#### Doublage et narration
- 2018 : Croc-Blanc, film d'animation d'Alexandre Espigares : la voix du marshal Weedon Scott
- 2019 : Debout, documentaire de Stéphane Haskell : narrateur
- 2022 : Titina, film d'animation de Kajsa Næss : la voix d'Umberto Nobile

#### Séries audio (podcast)
- 2019 : L'employé, écrit et réalisé par Victor Bonnefoy (pour Spotify)

##### Livres audio
- 2016 : Les Choses de Georges Pérec
- 2021 : Les Racines du ciel de Romain Gary

#### Réalisation
- 2022 : L'Arène (court métrage) pour les Talents Adami Cinéma 2022[10] - Présenté au 75e Festival de Cannes

### Télévision
- 1998 : Un homme en colère de Caroline Huppert : Adrien (épisode Un silence coupable)
- 1998 : Nestor Burma de Jacob Berger : Cédric Condorcet (épisode Panique à Saint Patrick)
- 2000 : Un homme à la maison, téléfilm de Michel Favart
- 2000 : La Kiné d'Aline Issermann : Adrien (épisode "Le patient 18")
- 2001 : Une femme amoureuse, téléfilm de Jérôme Foulon : Thomas
- 2002 : Une autre femme : Julien
- 2003 : La Deuxième Vérité, téléfilm de Philippe Monnier : Mathias Lacroix
- 2003 : Demain nous appartient de Patrick Poubel : Marc
- 2003 : Péril imminent de Christian Bonnet : Laurent Ercourt
- 2004 : Nos vies rêvées, téléfilm de Fabrice Cazeneuve : René
- 2004 : Quand la mer se retire, téléfilm de Laurent Heynemann : Jacques
- 2005 : Sauveur Giordano, épisode Présumé coupable de Patrick Poubel : Maxime Fiorez
- 2005 : Merci, les enfants vont bien de Stéphane Clavier : Jérôme
- 2006 : Élodie Bradford  (Saison 1 - Épisode 4 : Intouchables) : Arnaud
- 2007 : Le Clan Pasquier de Jean-Daniel Verhaeghe : Joseph Pasquier
- 2008 : Charlotte Corday d'Henri Helman : Camille Desmoulins
- 2009 : Ah, c'était ça la vie ! de Franck Appréderis : François
- 2009 : Contes et nouvelles du XIXe siècle, saison 1, épisode 2 La Maison du Chat-qui-pelote de Jean-Daniel Verhaeghe : Théodore de Sommervieux
- 2010 : George et Fanchette de Jean-Daniel Verhaeghe : Maurice Sand, fils de George Sand
- 2020-2021 : L'Opéra (saisons 1 et 2) de Cécile Ducrocq et Benjamin Adam : Sébastien Cheneau

## Théâtre
- 2007 : Van Gogh à Londres de Richard Wright, adaptation Jean-Marie Besset, mise en scène Hélène Vincent, théâtre de l'Atelier
- 2009 : Médée de Jean Anouilh, mise en scène Ladislas Chollat, Vingtième Théâtre
- 2014 : Les Cartes du pouvoir de Beau Willimon, mise en scène Ladislas Chollat, théâtre Hébertot (Rôle : Stephen Bellamy)
- 2017 : Scènes de la vie conjugale, mise en scène Safy Nebbou adapté du film d'Ingmar Bergman, Théâtre de l'Œuvre (Rôle : Johan)[11]
- 2017-2018 : Vous n'aurez pas ma haine d'après Antoine Leiris, adaptation et mise en scène par Benjamin Guillard, théâtre Liberté, théâtre du Rond-Point et théâtre de l'Œuvre
- 2017-2018 : Tournée française de Scènes de la vie conjugale, mise en scène Safy Nebbou adapté du film d'Ingmar Bergman
- 2018 : Tournée en Chine de Scènes de la vie conjugale, mise en scène Safy Nebbou adapté du film d'Ingmar Bergman
- 2018-2019-2020 : Tournée France-Belgique-Suisse pour Vous n'aurez pas ma haine, seul en scène d'une adaptation et mise en scène de Benjamin Guillard, adapté du texte d'Antoine Leiris

## Distinctions

### Récompenses
- Festival du film de Cabourg 2011 : Swann d'Or de la révélation masculine pour La Princesse de Montpensier[12]
- Festival Close Up 2011 : Prix du Meilleur jeune comédien pour La Princesse de Montpensier[13]
- Festival du film de Sarlat 2012 : Prix d’interprétation masculine pour La Stratégie de la poussette[14],[15]
- Prix Patrick-Dewaere 2013[16]
- Prix Lumières 2014 : Meilleur espoir masculin pour ses rôles dans Quai d'Orsay et Marius [17]
- Forêt des Livres 2016 : Prix de l'acteur littéraire  pour Dans les forêts de Sibérie,[réf. nécessaire]
- Molières 2018 : Molière du seul en scène  pour Vous n'aurez pas ma haine, mise en scène de Benjamin Guillard, adapté du texte d'Antoine Leiris[18]

### Nomination
- César 2011 : César du meilleur espoir masculin pour La Princesse de Montpensier[19]